# Филип III од Бургундије
Филип III од Бургундије, познат и као Филип III Добри (31. јул 1396, Дижон — 15. јун 1467, Бриж), био је гроф Фландрије и Артоа (1419—1467), бургундски војвода (1419—1467), бургундски гроф (1419—1467) и гроф Шарола (1410—1433).

## Рат против Француске

### Први рат
Филипов отац је убијен 1419. године, од стране Шарла VII Победника. Пошто ноје мгао да оствари своју освету Филип је склопио савез са енглеским краљем Хенријем V Ланкастером, против Француске, којој је објавио рат. Тако се наставља грађански рат Армањака и Бургињона. После дефинитивне англо-бургундске победе Французи су били присиљени да моле за мир. Споразумом у Троа 1420. године Хенри V Ланкастер је постао Дофен (престолонаследник) Француске.

### Други рат
Дана 14. маја 1430. године Филип је са Јованом Луксембуршким и са још никим вођама, опсео град Компјењ који је бранио Гијом де Флази. Граду је 18. јуна дошла у помоћ француска војска под заповедништвом Јованке Орлеанке и под заповедништвом још неких вођа. Французи су на почетку битке силно изгинули. Гијом је изненада, кад је видео да губи наредио зтварање градске капије. Неколико француских војника су остали напољу, а међу њима је била и Јованка Орлеанка. Јованку су некако успели да склоне са коња и да је заробе. Филип ју је тада предао на чување Јовану Луксембуршком. У јуну и јулу Филипу је стигло појачање од око 2 000 стрелаца. 23. октобра је уз њихову помоћ успео да освоји део града који су држали Енглесзи. У октобру Гијом је добио појачање под заповедништвом Жана Потона де Зантраја и уз њихову помоћ је почео да протерује Енглезе из града. Већина Енглеске војске је изгинула. У ноћ 15-26. октобра Филип је наредио повлачење, не стигавши да покупи оружије и артиљериу са бојног поља, њу су после битке покупили Енглези. Та битка је била велики енглески пораз. Том победом је отворен Француски пут ка Руану.

## Преокрет
Велики енглески пораз код Гебревоја 1435. године је до краја уверио Филипа да не може ништа да постигне док је на енглеској страни. Па је још исте године споразумом у Арасу прешао на страну Француске, али због тога је морао да им врати Париз. Енглези су тако изгубили најјачег савезника. После тога Филип је почео освајања по Холандији. Филип ће у наредним годинама финансијски помоћи Француској. Енглески пораз је постао очигледан.

## Борба са Енглезима
Године 1437. Филипова војска је доживела страховит и потпун пораз од енглеске војске под Џоном Талоботом, првим Ерлом од Шрузберија у бици код Кротоа. То је натерало Филипа да размисли да се поново постане енглески савезник.

## Филип у Варнинском крсташком рату
У јулу 1444. године Филипова армада се придружила млетачкој флоти (крсташима) у крсташком походу против Османлија. Ова флота имала је задатак да помаже прелазак хришћана преко Дунава и спречава долазак турског појачања из Азије у Европу. Прва борба водила се против Зете где се млетачки дужд Франческо Фоскари учврстио, али после одласка хришћанске флоте Напуљска флора је опљачкала Херцег Нови. После пораза хришћанске флоте 1446. године крсташи међу којима ја био и Филип су оптужили папу.

## Филип као организатор новог крсташког рата против Османлија
Филип је жекео да се под хришћанску власт врати Цариград који је пао у уторак 29. маја 1453. под турску власт. Па је 17. фебруара 1454. године почео да скупља Крсташе за нови крсташки рат против Османлија, али у последњи час је одустао.

## Односи са Француском после Стогодишњег рата
Бургундија је за време владавине Филипа III била на врхунцу, јер се простирала од Швајцарске до Северноог мора и постала је велики ривал Француске. Поред тога Бургундији је све више претила опасност од Хабзбуроваца, који су за време владавине Филипа III дошли на власт у Немачкој, па чак на кратко и у Угарској. Почетком септембра 1456. године Дофен Луј је после слома своје побуне против оца дошао у Брисел. Филип му је правећи се да подржава његову побуну приредио дочек. На дочеку га је на превару ухватио и бацио у тамницу. 15. октобра му је суђено у војводином Брабантском дворцу. Луј је био осуђен на изгнанство, али је Филип ипак био милостив према свом далеком рођаку. Дао му је мали дворац удаљен 20 км од Брисела са годишњом пензијом од 36 000 до 48 000 фунти. После очеве смрти у Меуну на Иевру 22. јула 1461. године Луј је постао краљ Француске под именом Луј XI.

## Породично стабло
|  |                                           |  |  |  |  |  |  |  |  |  |  |  |  |  |  |  |
|  | 8. Жан II Добри                           |  |  |  |  |  |  |  |  |  |  |  |  |  |  |  |
|  |                                           |  |  |  |  |  |  |  |  |  |  |  |  |  |  |  |
|  |                                           |  |  |  |  |  |  |  |  |  |  |  |  |  |  |  |
|  | 4. Филип II Смели                         |  |  |  |  |  |  |  |  |  |  |  |  |  |  |  |
|  |                                           |  |  |  |  |  |  |  |  |  |  |  |  |  |  |  |
|  |                                           |  |  |  |  |  |  |  |  |  |  |  |  |  |  |  |
|  | 9. Бона Чешка                             |  |  |  |  |  |  |  |  |  |  |  |  |  |  |  |
|  |                                           |  |  |  |  |  |  |  |  |  |  |  |  |  |  |  |
|  |                                           |  |  |  |  |  |  |  |  |  |  |  |  |  |  |  |
|  | 2. Јован II Неустрашиви                   |  |  |  |  |  |  |  |  |  |  |  |  |  |  |  |
|  |                                           |  |  |  |  |  |  |  |  |  |  |  |  |  |  |  |
|  |                                           |  |  |  |  |  |  |  |  |  |  |  |  |  |  |  |
|  | 10. Луј II Фландријски                    |  |  |  |  |  |  |  |  |  |  |  |  |  |  |  |
|  |                                           |  |  |  |  |  |  |  |  |  |  |  |  |  |  |  |
|  |                                           |  |  |  |  |  |  |  |  |  |  |  |  |  |  |  |
|  | 5. Маргарита III Фландријска              |  |  |  |  |  |  |  |  |  |  |  |  |  |  |  |
|  |                                           |  |  |  |  |  |  |  |  |  |  |  |  |  |  |  |
|  |                                           |  |  |  |  |  |  |  |  |  |  |  |  |  |  |  |
|  | 11. Марија од Брабанта                    |  |  |  |  |  |  |  |  |  |  |  |  |  |  |  |
|  |                                           |  |  |  |  |  |  |  |  |  |  |  |  |  |  |  |
|  |                                           |  |  |  |  |  |  |  |  |  |  |  |  |  |  |  |
|  | 1. Филип III од Бургундије                |  |  |  |  |  |  |  |  |  |  |  |  |  |  |  |
|  |                                           |  |  |  |  |  |  |  |  |  |  |  |  |  |  |  |
|  |                                           |  |  |  |  |  |  |  |  |  |  |  |  |  |  |  |
|  | 12. Лудвиг IV, цар Светог римског царства |  |  |  |  |  |  |  |  |  |  |  |  |  |  |  |
|  |                                           |  |  |  |  |  |  |  |  |  |  |  |  |  |  |  |
|  |                                           |  |  |  |  |  |  |  |  |  |  |  |  |  |  |  |
|  | 6. Алберт I Баварски                      |  |  |  |  |  |  |  |  |  |  |  |  |  |  |  |
|  |                                           |  |  |  |  |  |  |  |  |  |  |  |  |  |  |  |
|  |                                           |  |  |  |  |  |  |  |  |  |  |  |  |  |  |  |
|  | 13. Margaret II, Countess of Hainaut      |  |  |  |  |  |  |  |  |  |  |  |  |  |  |  |
|  |                                           |  |  |  |  |  |  |  |  |  |  |  |  |  |  |  |
|  |                                           |  |  |  |  |  |  |  |  |  |  |  |  |  |  |  |
|  | 3. Маргарета од Баварске                  |  |  |  |  |  |  |  |  |  |  |  |  |  |  |  |
|  |                                           |  |  |  |  |  |  |  |  |  |  |  |  |  |  |  |
|  |                                           |  |  |  |  |  |  |  |  |  |  |  |  |  |  |  |
|  | 14. Ludwik I the Fair                     |  |  |  |  |  |  |  |  |  |  |  |  |  |  |  |
|  |                                           |  |  |  |  |  |  |  |  |  |  |  |  |  |  |  |
|  |                                           |  |  |  |  |  |  |  |  |  |  |  |  |  |  |  |
|  | 7. Маргарета од Брига                     |  |  |  |  |  |  |  |  |  |  |  |  |  |  |  |
|  |                                           |  |  |  |  |  |  |  |  |  |  |  |  |  |  |  |
|  |                                           |  |  |  |  |  |  |  |  |  |  |  |  |  |  |  |
|  | 15. Agnes of Glogau                       |  |  |  |  |  |  |  |  |  |  |  |  |  |  |  |
|  |                                           |  |  |  |  |  |  |  |  |  |  |  |  |  |  |  |
|  |                                           |  |  |  |  |  |  |  |  |  |  |  |  |  |  |  |